# Siamo qui
Siamo qui è il diciottesimo album in studio del cantautore italiano Vasco Rossi, pubblicato il 12 novembre 2021 dall'etichetta discografica Virgin Records e a sette anni di distanza dal precedente Sono innocente.

## Descrizione
Il processo creativo per la realizzazione del lavoro risale al biennio 2018-2019. A proposito del disco, Vasco ha dichiarato che è «molto spontaneo e diretto, divertito e divertente; un album Classic Rock, in direzione ostinata e contraria, come direbbe de André, rispetto alle tendenze in voga. Suonato, registrato, “buono alla prima”: rock che non ha bisogno di trucchi o diavolerie per provocare e emozionare.» Il richiamo al passato-presente viene sottolineato anche dai formati in cui l'album è stato reso disponibile: digitale, materiale, che contiene edizioni sotto forma di CD, LP e nella rediviva musicassetta. L'album è un richiamo a momenti difficili come la politica, le unioni sentimentali ed i periodi bui viventi o vissuti.

## Promozione
Nel 2020 il rocker annuncia di essere al lavoro su un nuovo album, il cui primo singolo sarebbe stato pubblicato il 1º gennaio del nuovo anno. Successivamente viene annunciato il titolo del singolo, Una canzone d'amore buttata via, la cui data di pubblicazione rimane confermata e debutta al numero uno della FIMI, traguardo che Rossi con i singoli non raggiungeva da Cambia-menti del 2013. Successivamente viene annunciato il titolo dell'album insieme alla lista tracce, mentre il 15 ottobre 2021 viene pubblicata la title track Siamo qui come secondo singolo estratto dall'album. Dopo la prima settimana di vendita l'album viene certificato disco d'oro mentre il 29 novembre, a poco più di due settimane, viene certificato disco di platino. Nel marzo 2022 annuncia l'uscita dal singolo La pioggia alla domenica, in una nuova versione che vede come ospite speciale Marracash, nonché il concerto previsto a Trento. La promozione dell'album è poi proseguita nell'estate 2022 con il tour Vasco Live XXII, in cui vennero eseguite 6 delle 10 canzoni presenti nell'album.

## Tracce[8]
1. XI comandamento – 3:25 (testo: Vasco Rossi – musica: Vasco Rossi, Saverio Principini, Vince Pastano)
2. L'amore l'amore – 4:15 (Vasco Rossi, Roberto Casini, Andrea Righi)
3. Siamo qui – 4:37 (testo: Vasco Rossi – musica: Tullio Ferro)
4. La pioggia alla domenica – 3:39 (Vasco Rossi, Roberto Casini, Andrea Righi)
5. Tu ce l'hai con me – 3:31 (testo: Vasco Rossi – musica: Vince Pastano, Guido Elmi)
6. Un respiro in più – 4:06 (testo: Vasco Rossi – musica: Vasco Rossi, Saverio Principini)
7. Ho ritrovato te – 4:08 (testo: Vasco Rossi – musica: Vasco Rossi, Andrea Fornili, Gaetano Curreri)
8. Prendiamo il volo – 4:16 (testo: Vasco Rossi – musica: Vasco Rossi, Saverio Principini, Simone Sello)
9. Patto con riscatto – 3:28 (testo: Vasco Rossi – musica: Vasco Rossi, Saverio Principini, Simone Sello)
10. Una canzone d'amore buttata via – 4:31 (testo: Vasco Rossi – musica: Vasco Rossi, Saverio Principini, Saverio Grandi)

Durata totale: 39:56

## Formazione
- Vasco Rossi – voce
- Cesare Chiodo – basso (tracce 3, 4, 7, 9, 10)
- Andrea Torresani – basso (tracce 1, 2, 5, 8)
- Giorgio Santisi – basso (traccia 6)
- Paolo Valli – batteria (tranne traccia 6)
- Matt Laug – batteria (traccia 6)
- Mattia Tedesco – chitarra elettrica (tracce 3, 7, 9, 10), chitarra acustica (tracce 3, 4, 7, 9, 10)
- Vince Pastano – chitarra elettrica (tracce 1, 2, 5, 6, 8), chitarra acustica (tracce 1, 2, 5, 6, 8), sintetizzatore (tracce 1, 2, 5, 6, 8), mandolino (traccia 8), arrangiamento (tracce 1, 2, 5, 6, 8), produzione (tracce 1, 2, 5, 6, 8), programmazione (tracce 1, 2, 5, 6, 8), cori (tracce 5, 6, 8)
- Stef Burns – chitarra (tracce 6, 8), chitarra elettrica (tracce 3, 4, 7, 9), chitarra acustica (traccia 9)
- Simone Sello – chitarra elettrica (tracce 9, 10)
- Tullio Ferro – chitarra acustica (traccia 3)
- Andrea Fornili – chitarra elettrica (traccia 7), cori (traccia 7)
- Giorgio Secco - chitarra elettrica (traccia 7), chitarra acustica (traccia 7)
- Fabrizio Luca – percussioni (tracce 1, 2, 5, 6, 8)
- Tommy Ruggero – percussioni (traccia 7)
- Celso Valli – pianoforte (tracce 3, 4, 7, 9, 10), tastiere (tracce 3, 4, 7, 9, 10), arrangiamento (tracce 3, 4, 7, 9, 10), produzione (tracce 3, 4, 7, 9, 10), cori (tracce 4, 7)
- Giordano Mazzi – programmazione (tracce 3, 4, 7, 9, 10), tastiere (tracce 3, 4, 7, 9, 10), cori (tracce 4, 7)
- Carlos Rodgarman – melodica (traccia 6)
- Andrea Ferrario – sassofono (tracce 1, 6)
- Tiziano Bianchi – tromba (tracce 1, 6)
- Roberto Solimando – trombone (tracce 1, 6)
- Valentino Corvino – violino (tracce 3, 9, 10), viola (tracce 3, 9, 10)
- Vittorio Piombo – violoncello (tracce 3, 10)
- Sebastiano Severi – violoncello (traccia 9)
- Floriano Fini – coordinamento (traccia 10)
- Annalisa Giordano – cori (tracce 9, 10)
- Tonino Farina – cori (tracce 5, 6, 8)
- Beatrice Antolini – cori (tracce 6, 8)
- Gaetano Curreri – cori (traccia 7)

## Classifiche

### Classifiche settimanali
| Classifica (2021) | Posizione massima |
| ----------------- | ----------------- |
| Italia            | 1                 |
| Svizzera          | 4                 |

### Classifiche di fine anno
| Classifica (2021) | Posizione |
| ----------------- | --------- |
| Italia            | 13        |
| Classifica (2022) | Posizione |
| Italia            | 46        |